# Karl-Josef Rauber
Karl-Josef Rauber (Nuremberga, 11 de abril de 1934 – Rotemburgo, 26 de março de 2023) foi um cardeal católico alemão, núncio apostólico emérito na Bélgica e Luxemburgo.

## Biografia
Nasceu em 11 de abril de 1934, em Nuremberga, filho de Leopoldo Rauber, assessor ministerial, e Mathilde Wedermann, uma professora. Batizado em 13 de abril de 1934, na capela do hospital Theresienkrankenhaus, em Nuremberga, que pertence à paróquia Allerheiligen, pelo padre Josef Wagner.
Fez sua escola primária em Nürnberg e Körbeldorf, de onde ele teve que se mudar com sua mãe, depois que Nürnberg foi bombardeada durante a Segunda Guerra Mundial. A família se mudou para Saarbrücken, em seguida, para Mainz. O ensino secundário fez no beneditino St.-Michaels-Gymnasium em Metten, onde concluiu em 1950. Ele estudou teologia e filosofia na Universidade de Mainz. A partir de 1 de outubro de 1962, ele estudou na Pontifícia Universidade Gregoriana, em Roma, onde obteve um doutorado em Direito Canônico em 1966. Ao mesmo tempo, ele estudou a diplomacia na Pontifícia Academia Eclesiástica. Ao lado de sua língua nativa, alemão, fala fluentemente inglês, francês, italiano, espanhol e latim.
Ordenado padre em 28 de fevereiro de 1959, na Catedral de São Martinho de Mainz, por Albert Stohr, bispo de Mainz, sendo incardinado na mesma diocese. De 1959 a 1962, foi capelão na paróquia Liebfrauen em Nidda. Estudou em Roma a partir de 1962. Entrou no serviço diplomático da Santa Sé em 1 de outubro de 1966, e serviu na Secretaria de Estado como secretário pessoal do arcebispo Giovanni Benelli (futuro cardeal), além de substituto da Secretaria de Estado; auditor da nunciatura de primeira classe; atuou na Secretaria de Estado até 1977, como chefe da seção alemã. Em 20 de outubro de 1971, ele foi nomeado capelão de honra de Sua Santidade. Nomeado prelado de honra de Sua Santidade, em 22 de dezembro de 1976. De 1977 a 1981 trabalhou na nunciatura apostólica, na Bélgica. De 1981 a 1982, ele trabalhou na nunciatura apostólica na Grécia. Em 1 de fevereiro de 1982, ele foi nomeado encarregado de negócios interino da representação papal em Uganda.
Eleito arcebispo-titular de Iubaltiana e nomeado pró-núncio em Uganda em 18 de dezembro de 1982, foi consagrado em 6 de janeiro de 1983, na Basílica de São Pedro, pelo Papa João Paulo II, assistido por Eduardo Martínez Somalo, arcebispo titular de Tagora, substituto da Secretaria de Estado, e por Duraisamy Simon Lourdusamy, arcebispo-emérito de Bangalore, secretário da Congregação para a Evangelização dos Povos. Nomeado presidente da Pontifícia Academia Eclesiástica, 22 de janeiro de 1990, onde ficou até 16 de março de 1993, quando foi nomeado núncio na Suíça e Liechtenstein. Nomeado núncio na Hungria e Moldávia, em 25 de abril de 1997 e em 22 de fevereiro de 2003, nomeado núncio na Bélgica e Luxemburgo. Aposentado por razões de idade da nunciatura na Bélgica om 18 de junho de 2009; e da nunciatura no Luxemburgo, em 24 de julho de 2009. Ele passa sua aposentadoria como capelão da Schönstatt-Center Liebfrauenhöhe em Ergenzingen. Ele também exerce funções episcopais na diocese de Rottenburg-Stuttgart.
Em 4 de janeiro de 2015, o Papa Francisco anunciou a sua criação como cardeal, no Consistório Ordinário Público de 2015. Foi criado cardeal-diácono de Santo António de Pádua na Circonvallazione Appia, recebendo o barrete e o anel cardinalício em 14 de fevereiro.

## Morte
Rauber, morreu no dia 26 de março de 2023, aos 88 anos de idade. Ele viveu lá na aposentadoria com as irmãs de Schoenstatt. Ele estava com problemas de saúde há vários anos e foi enfraquecido pelo vírus COVID-19 em 2022.

## Outras imagens

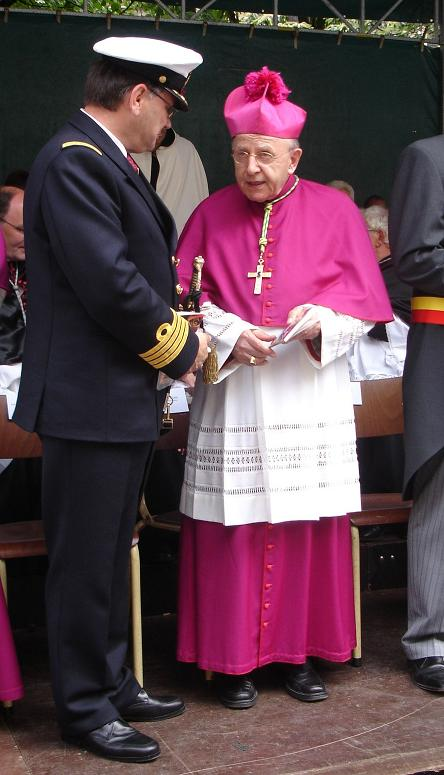
Arcebispo Karl-Josef Rauber
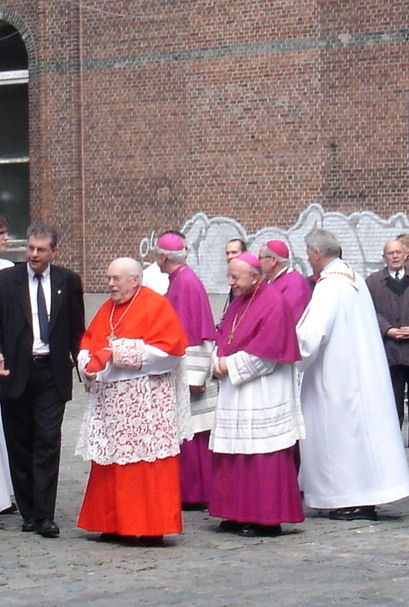
Junto com o Cardeal Godfried Danneels
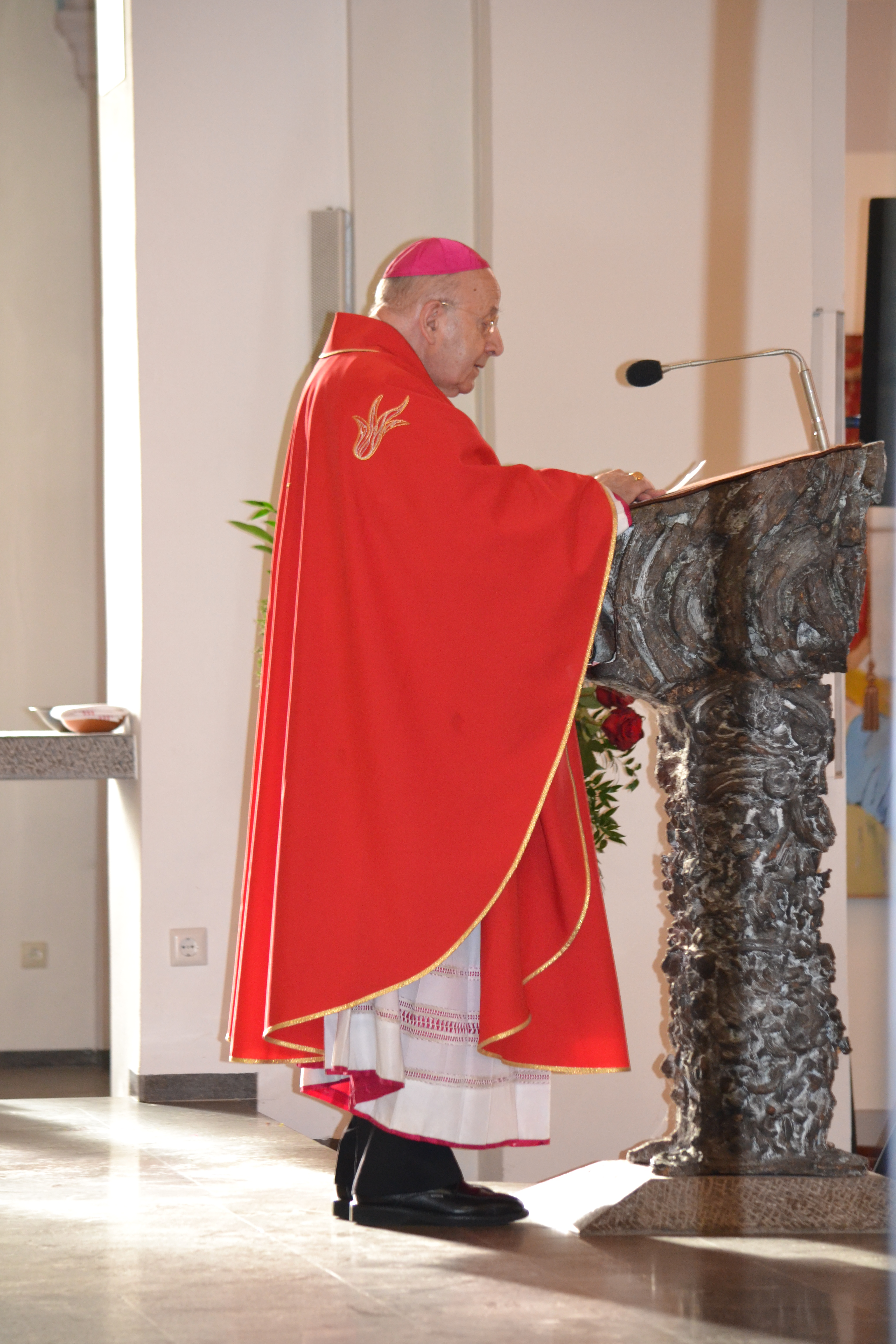
Relizando uma missa em St. Cyriakus Kirche bei der Firmung